# 윈도우 라이브 메시
윈도우 라이브 메시(Windows Live Mesh, 구 Windows Live FolderShare, Live Mesh, Windows Live Sync)는 두 개 이상의 컴퓨터 간의 파일과 폴더를 동기화할 수 있도록 설계된 마이크로소프트의 무료 인터넷 기반 파일 동기화 응용 프로그램으로, 지금은 지원이 중단되었다. 마이크로소프트 윈도우(비스타 이상) 및 맥 OS X(v. 10.5 레퍼드 이상, 인텔 프로세서만 해당) 컴퓨터 또는 스카이드라이브를 통한 웹에서 서로 연결된다. 윈도우 라이브 메시는 인터넷을 통한 원격 데스크톱 접근도 가능하게 했다.
윈도우 라이브 메시는 윈도우 라이브 에센셜 2011 소프트웨어 제품군의 일부였다. 그러나 이 응용 프로그램은 윈도우 에센셜 2012 및 이후 윈도우 8/8.1/10의 원드라이브에서 윈도우용 스카이드라이브 응용 프로그램으로 대체되었다. 마이크로소프트는 2012년 12월 13일에 윈도우 라이브 메시가 2013년 2월 13일에 중단될 것이라고 발표했다.